# Бондаренко, Анатолий Дмитриевич
Анатолий Дмитриевич Бондаренко (укр. Анатолій Дмитрович Бондаренко; 8 мая 1934, Украинская ССР, СССР — 25 мая 2015, Сумы, Украина) — советский и украинский партийный и государственный деятель, председатель Сумского облисполкома (1988—1991). Народный депутат Украины первого созыва.

## Биография
Член КПСС с 1957 г. Окончил Украинский заочный политехнический институт по специальности «инженер-механик» и академию общественных наук при ЦК КПСС.
Трудовую деятельность начал техником-конструктором в Сумском машиностроительном научно-производственном объединении им. М. Фрунзе.
С 1961 г.  на партийной и советской работе в Сумах: инструктор, заведующий промышленно-транспортным отделом горкома КПУ.
С августа 1966 г. — первый заместитель председателя исполкома Сумского городского Совета народных депутатов. С июня 1968 по сентябрь 1978 г. — председатель исполкома Сумского городского Совета народных депутатов.
После окончания Академии общественных наук при ЦК КПСС избирается заместителем, первым заместителем председателя исполкома Сумского областного Совета.
В 1984—1988 гг. — секретарь Сумского областного комитета Компартии Украины. В 1988—1991 гг. — председатель исполкома Сумского областного Совета.
В 1991—1994 гг. — председатель Сумского областного Совета народных депутатов.
18 марта 1990 г. был избран народным депутатом Украины 1-го созыва. Во 2-м туре набрал 49,04 % голосов среди 6 претендентов.
В Верховной Раде входил в группу «Рада», был членом комиссии по вопросам строительства, архитектуры и жилищно-коммунального хозяйства.
В 1994 г. отказался от участия в выборах председателя Сумского областного совета и в выборах народных депутатов Украины.

## Награды и звания
Награждён двумя орденами Трудового Красного Знамени, орденом «Знак Почета», медалями. Почётный гражданин города Сумы.